# Marie Sophie von Reichenbach
Marie Sophie Freifrau von Reichenbach, geb. von Friesen (* 1652; † 1718 in Jahnishausen) war eine deutsche Rittergutsbesitzerin, Kollatorin der Kirche in Prausitz, Patronin der Kirchen in Prausitz und Mehltheuer, Schulstifterin und Pietistin.

## Familie
Marie Sophie war die Tochter des Rittergutsbesitzers, Diplomaten und Hofbeamten Heinrich von Friesen d. J. (1610–1680) und dessen Frau Margaretha von Lützelburg (1632–1689). Sie wuchs in Schönfeld und Dresden auf (An der Kreuzkirche 18) und hatte zahlreiche Geschwister, von denen einige früh verstarben. Mit 15 Jahren wurde sie mit Christoph Heinrich Freiherr von Reichenbach auf Siebeneichen bei Jauer in Schlesien (heute: Debowy Gaj) (1610–1677), Landesältester von Schweidnitz und Jauer, verheiratet. Nach dem Tod ihres Mannes lebte sie zeitweise in Dresden, im Haus ihres verstorbenen Großvaters Heinrich d. Ä. von Friesen, Schreibergasse 1. Durch eine Erbschaft war es ihr möglich, das Rittergut Jahnishausen bei Meißen zu erwerben (über einen Verwandten), das 1677 von einem Lehen in ein Allodial (persönlicher Besitz) umgewandelt wurde.
Nach ihrem Tod ging das Gut an einen Sohn ihrer Schwester Ursula Regina von Callenberg, geb. von Friesen, über.

## Leben
1694 stellte sie einen Kinderlehrer ein, 1717 erfolgte die Schulstiftung in Mehltheuer nach den Grundsätzen des Halleschen Pietismus. Sie war neben ihrer Cousine Henriette Catharina von Gersdorff eine der Stützen des Pietismus in Kursachsen. Mit August Hermann Francke, Johann Wilhelm Petersen und dessen Frau Johanna Eleonora Petersen stand sie im Briefwechsel. 1692 bot sie der umstrittenen Visionärin Rosamunde Juliane von der Asseburg Gastfreundschaft in Jahnishausen an, die bis zu deren Tod im Jahre 1712 andauerte. Neben dem Schloss legte sie einen kleinen botanischen Garten an.